# Pauluskirche (Davos)

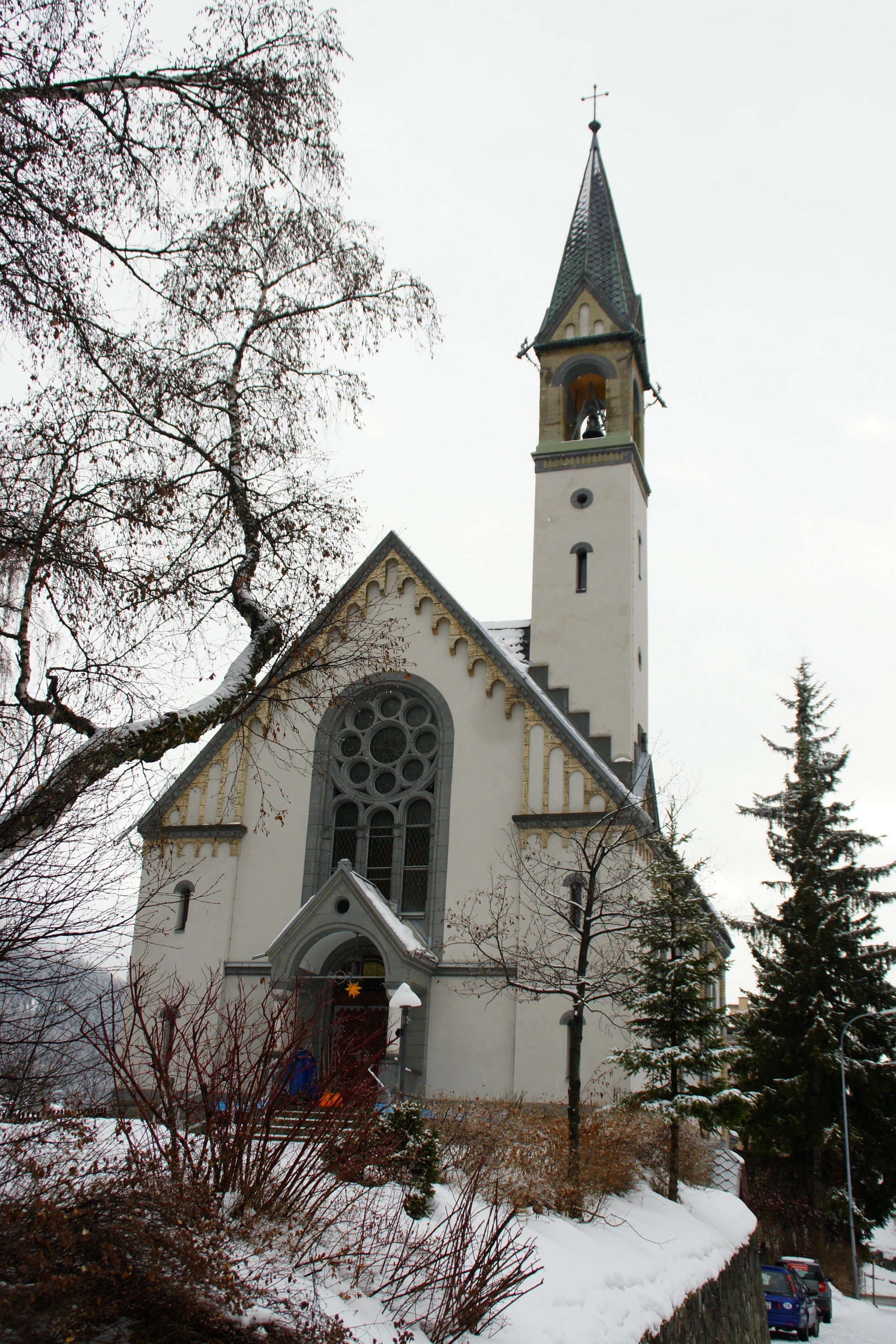
Pauluskirche

Die Pauluskirche in Davos im schweizerischen Kanton Graubünden ist eine neoromanische evangelisch-methodistische Kirche. Sie steht zwischen den Straßen Promenade und Bahnhofstraße auf einem kleinen Hügel.

## Architektur und Innenausstattung
Der untere Teil des Gebäudes ist in Zyklopen-Mauerwerk erbaut. In der Hauptfassade öffnet sich ein säulengetragenes Rundbogenportal. Darüber steht ein dreiteiliges romanisches Gruppenfenster, das in eine Rosette ausläuft. Rechts vom Portal ragt ein zierlicher Kirchturm mit Glocke empor. Die beiden Seiten des Längsschiffes werden durch je drei romanische Doppelfenster durchbrochen. Die Kirche hat eine halbkreisförmige Apsis. Im Chor steht ein Abendmahlstisch aus Holz. Darauf steht das Kreuz mit Silberlegearbeiten und mit den vier Evangelistensymbolen. Die Glasfenster des Bader Kunstmalers Kuhn zeigen in der Mitte den anklopfenden Heiland (Offenbarung 3,20), an seinen Seiten Petrus mit dem Schlüssel und Paulus mit dem Schwert. Den Chorbogen ziert die Inschrift „Wir aber predigen Christus den Gekreuzigten“ (1. Kor. 1,23).

## Geschichte

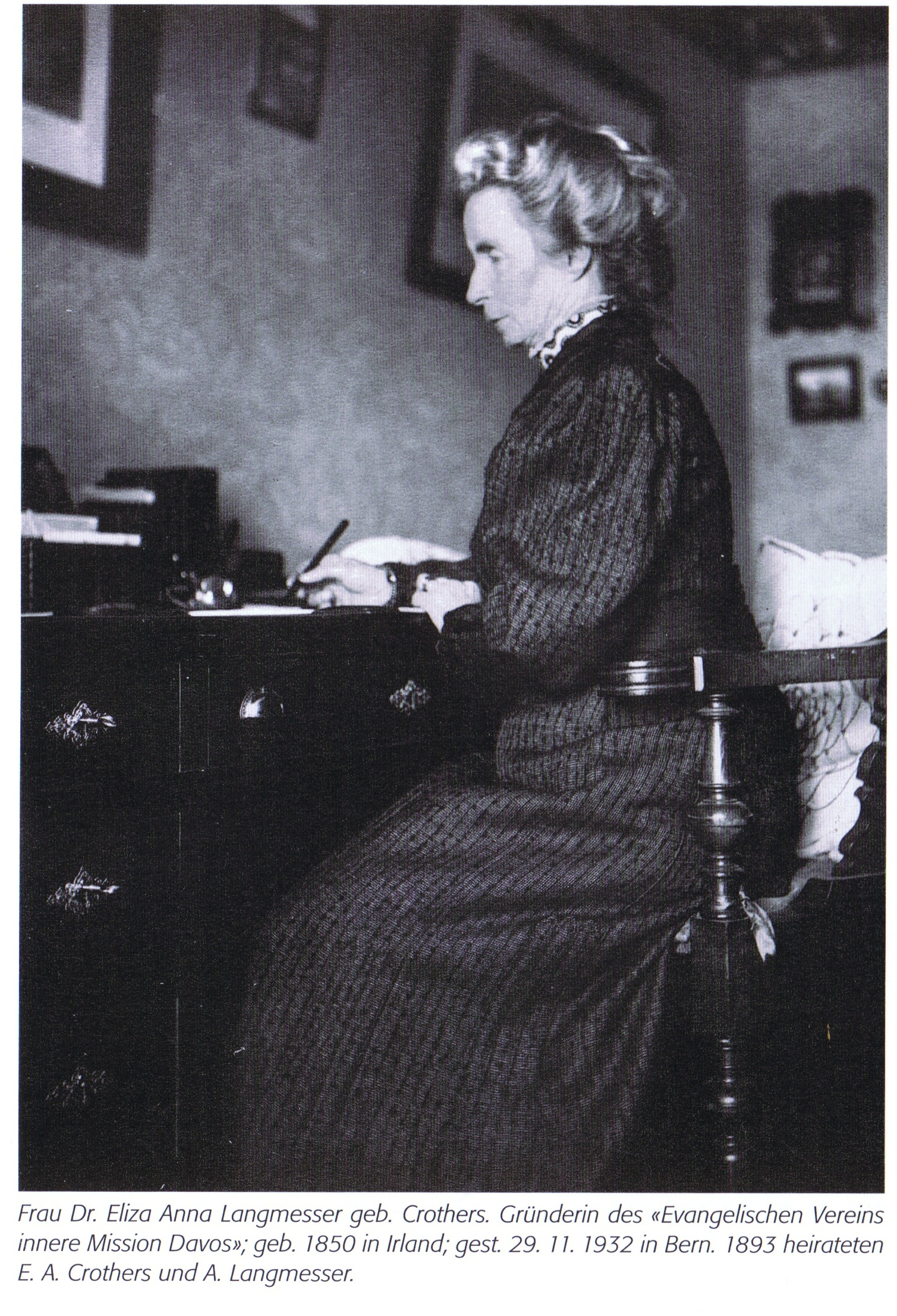
Frau Langmesser ist die Gründerin des «Evangelischen Vereins innere Mission Davos»

Die Pauluskirche von Davos ist ein neuromanisches Bauwerk mit einem seit über 100 Jahren äusserlich weitgehend unveränderten Erscheinungsbild. Sie wurde 1902/1903 in einem halben Jahr von den Architekten Nikolaus Hartmann, St. Moritz, und Heinrich Flügel, Basel, in Davos erbaut. Auf einem Hügel an der Bahnhofstrasse entstand ein stattliches Gebäude in strengem romanischem Stil.
Am 22. Februar 1903 wurde die St.-Paulus-Kirche eingeweiht. Bauherrin war die «Evangelische innere Mission Davos», welche vom Ehepaar Langmesser gegründet worden war. 1919 vermachte die Witwe E. A. Langmesser-Crothers die Kirche der Evangelischen Gesellschaft von St. Gallen und Appenzell als schuldenfreie Schenkung. Dann wurde die Pauluskirche 1935 an die Methodistenkirche in der Schweiz verkauft, in deren Besitz sie bis heute geblieben ist. 1937 wurde der ehemalige Seiteneingang vom Garten zur Kanzel verschlossen. Verschiedene Dachaufbauten wurden demontiert sowie diverse Reparaturen ausgeführt. 1953/54 wurde das nasse Fundament auf der Bergseite saniert. Zu diesem Zweck wurde ein Luftkanal betoniert – von der Bahnhofstrasse her zum Eingang und um diesen herum.
1958 wurde die Pauluskirche erstmals innen vollständig renoviert. Diverse Verzierungen am Gewölbefuss wurden entfernt. Schmiedeeiserne Beleuchtungskörper im Kirchenschiff wurden durch zeitgemässe Lampen ersetzt. Die originale Dekorationsmalerei von 1902 wurde damals mit einer ungeeigneten weissen Kunststofffarbe überstrichen. Diese Kunststoffhaut bildete innen auf dem gesamten Mauerwerk eine Dampfbremse. 1964 wurde eine neue Orgel angeschafft.

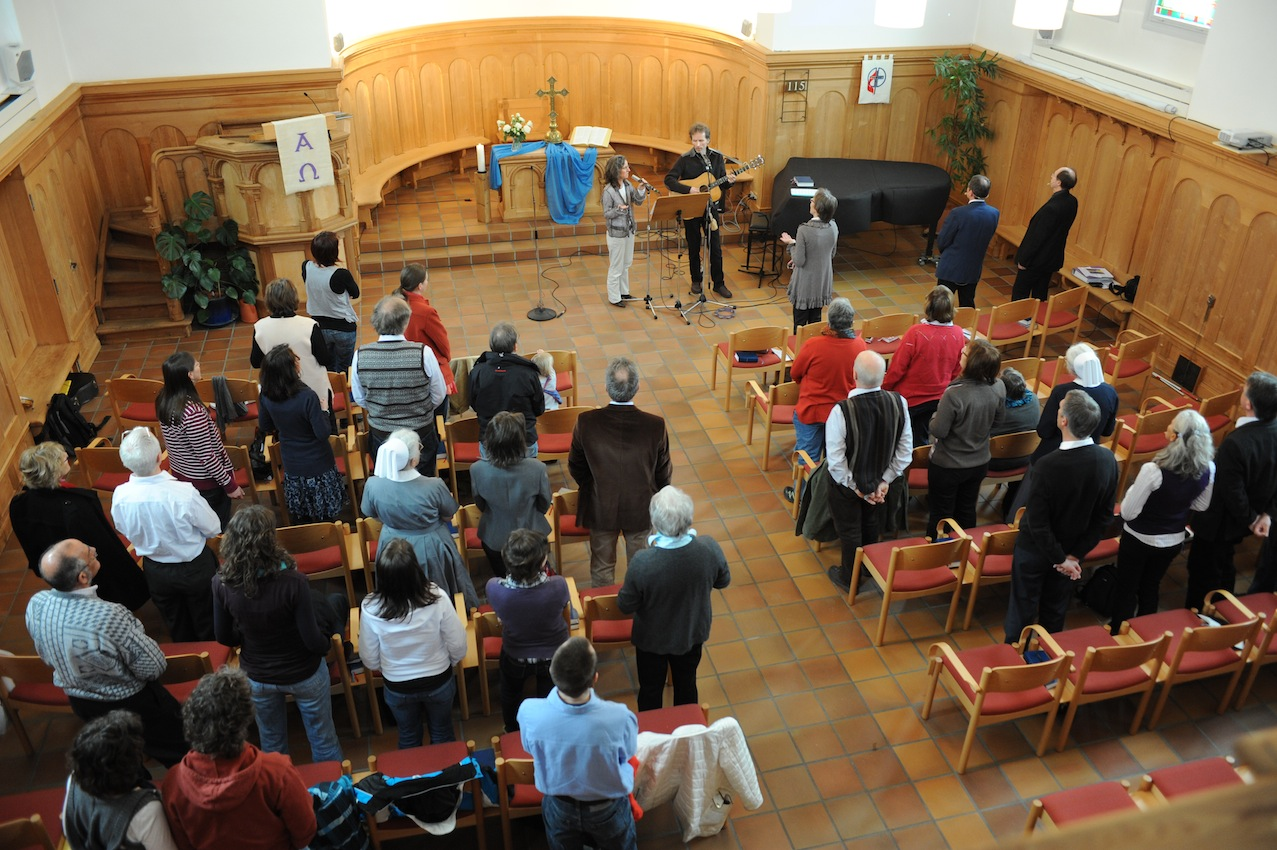
Ein Gottesdienst, 2012

1977 wurde die Aussenfassade mit einer Kunststofffarbe gestrichen, die den bestehenden hydraulischen Fassadenputz luftdicht absperrte, was zu Bauschäden führte. Das Fassadenmauerwerk ist heute nach wie vor in einem kompakten, recht guten Originalzustand. Das Dach wurde neu mit Eternitschiefer eingedeckt.
1983 wurde eine Bodenheizung eingebaut zusammen mit einem neuen Bodenbelag. Möglich wurde dies durch die Sanierung der alten Heizung. Die Ölheizung wurde auf eine Elektro-Speicherheizung umgestellt.
1992 wurden die Pfarrwohnung im Erdgeschoss und die kirchlichen Räume im Untergeschoss saniert, renoviert und umgebaut.
2001/02 wurde die Pauluskirche unter Federführung des Davoser Architekturbüros Albert Mathis innen und außen renoviert. Aus finanziellen Gründen konnte innen der Originalzustand von 1902 und somit die dekorative Originalatmosphäre nicht wiederhergestellt werden, doch die Bausubstanz wurde gerettet. Die Beleuchtung wurde verstärkt, die Wände wurden weiß gestrichen, die Bänke durch Stühle ersetzt. Die Wandtäfelung des Kirchenraums wurde abgelaugt und der Raum dadurch aufgehellt.
Seit April 2013 feiert die Pfingstgemeinde Davos als Untermieter der EMK Davos ihre Gottesdienste am Sonntagabend in der Pauluskirche.